# NK Krajišnik Velika Kladuša
NK Krajišnik je bosanskohercegovački nogometni klub iz Velike Kladuše.

## Povijest
Klub je osnovan 1938. godine. Nekoliko sezona su igrali u 1. ligi FBiH. U sezoni 2012./13. istupili su iz lige na polusezoni. Natjecali su se u Drugoj ligi FBiH – Zapad do sezone 2021./22.

## Vanjske poveznice
- Službene stranice  Arhivirana inačica izvorne stranice od 13. prosinca 2011. (Wayback Machine)